# Le Roman de Jim
Pour plus de détails, voir Fiche technique et Distribution.
Le Roman de Jim est un film français réalisé par Arnaud et Jean-Marie Larrieu et sorti en 2024. il s'agit de l'adaptation du roman du même titre de Pierric Bailly, publié en 2021 par les éditions P.O.L.
Il est sélectionné en section « Cannes Première » au Festival de Cannes 2024. Lors de la 50e cérémonie des César, Karim Leklou remporte le César du meilleur acteur, seule nomination du film.

## Synopsis
Quand, lors d'une soirée, Aymeric rencontre par hasard une ex-collègue, Florence, celle-ci est célibataire et enceinte. Le jour où elle donne naissance à Jim, Aymeric est à ses côtés et passe des jours heureux avec eux. Sept ans plus tard, le père biologique de l'enfant ressurgit.

## Fiche technique
Sauf indication contraire, les informations mentionnées dans cette section peuvent être confirmées par la base de données cinématographiques Unifrance,  présente dans la section « Liens externes ».
- Titre original : Le Roman de Jim
- Réalisation : Arnaud et Jean-Marie Larrieu
- Scénario : Arnaud et Jean-Marie Larrieu, d'après le roman éponyme de Pierric Bailly[3]
- Musique : Bertrand Belin et Shane Copin (musique électronique)
- Décors : Brigitte Brassard
- Costumes : Judith de Luze
- Photographie : Irina Lubtchansky
- Son : Olivier Mauvezin (ingénieur) et Margot Testemale (montage)
- Montage : Annette Dutertre
- Production : Kevin Chneiweiss
- Sociétés de production : SBS Productions, en coproduction avec Arte France Cinéma, en association avec la SOFICA Entourage 2
- Sociétés de distribution : Pyramide Distribution ; JMH Distributions SA (Suisse romande), K-Films Amérique (Québec), Paradiso Entertainment (Belgique)
- Pays de production :  France
- Langue originale : français
- Format : couleur – 16/9 – son 5.1
- Genre : comédie dramatique
- Durée : 101 minutes
- Dates de sortie :
  - France : 22 mai 2024 (Festival de Cannes) ; 14 août 2024 (sortie nationale)
  - Belgique, Suisse romande : 14 août 2024
  - Québec : 22 novembre 2024

## Distribution
- Karim Leklou : Aymeric
- Lætitia Dosch : Florence, dite Flo
- Sara Giraudeau : Olivia
- Bertrand Belin : Christophe
- Noée Abita : Aurélie
- Andranic Manet : Jim, 23 ans
- Eol Personne : Jim, 7 et 10 ans
- Mireille Herbstmeyer : Monique, mère de Florence
- Suzanne de Baecque : Léa
- Sabrina Seyvecou : Cécile
- Robinson Stévenin : Titi
- Marguerite Machuel[4] : Charlotte à 23 ans
- Omar Saad : le père d'Aymeric
- Christine Dory : la mère d'Aymeric

## Production

### Développement

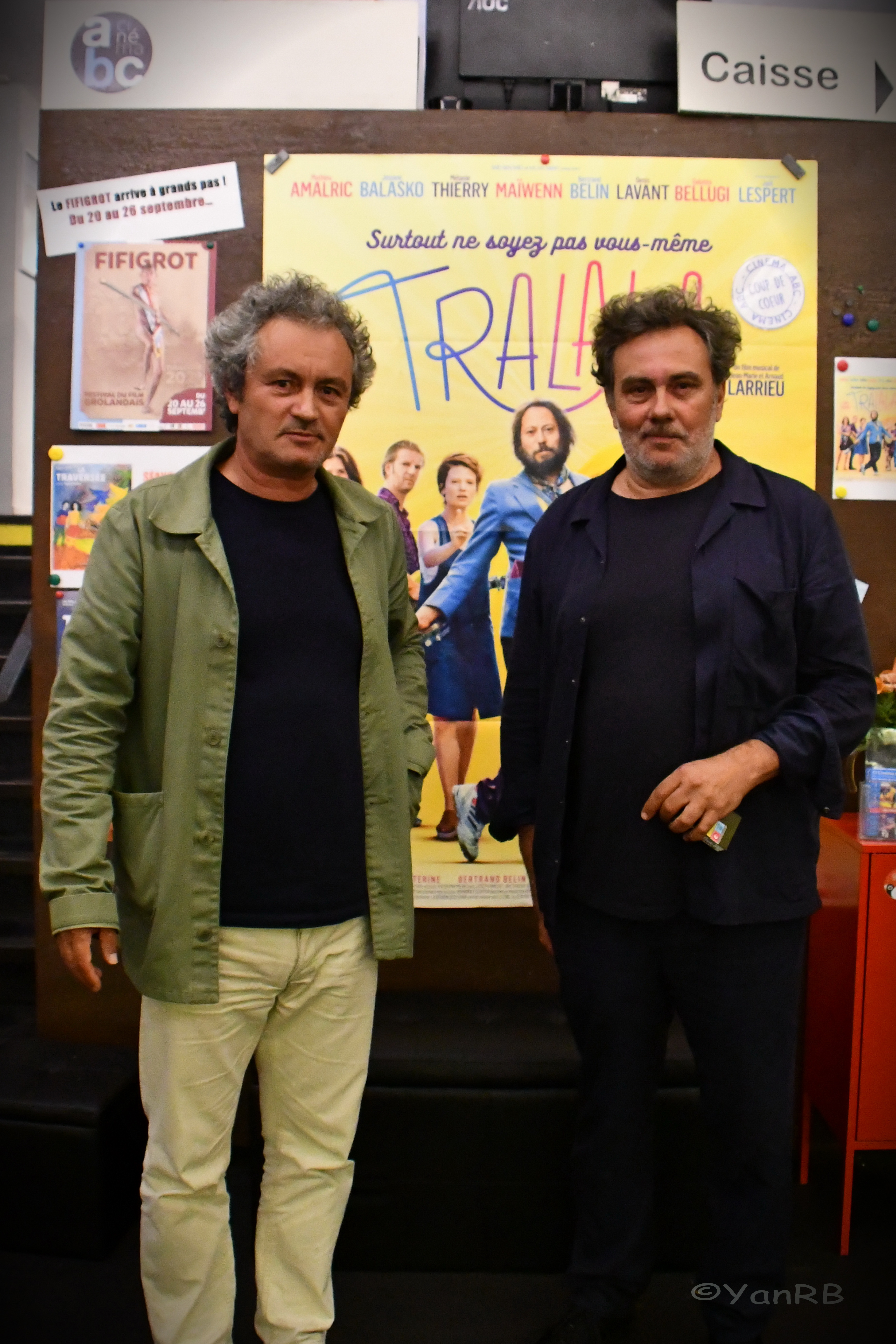
Arnaud et Jean-Marie Larrieu.

En mars 2023, Arnaud et Jean-Marie Larrieu sont annoncés pour adapter le livre Le Roman de Jim de Pierric Bailly au grand écran, et que le tournage aurait lieu entre juin et juillet dans le Jura et sa région Bourgogne-Franche-Comté. Le film sera produit par Kevin Chneiweiss pour la société SBS Productions, en coproduction avec Arte France Cinéma.

« L’éditeur P.O.L nous a fait parvenir « Le Roman de Jim ». Nous avions peur de nous retrouver face à une vision un peu sociétale de questions comme celle de la paternité, mais nous avons été marqués par le ton et les personnages. Nous avons appris, plus tard, que Pierric Bailly, qui appréciait nos films, était à l’origine de cet envoi. »

— Jean-Marie Larrieu

### Attribution des rôles
Les frères Arnaud et Jean-Marie Larrieu ont rencontré, trois mois après les auditions, Karim Leklou et, au bout de dix minutes, le sélectionnent pour le rôle d'Aymeric.

### Tournage
Le tournage débute le 19 juin 2023 à Lyon, en région Bourgogne-Franche-Comté, dans le Jura. Il a lieu sur l'île de Coyron, sur le pont de la Pyle et à Lons-le-Saunier, ainsi qu'à Saint-Claude et Bellecombe. Il prend fin le 28 juillet suivant.

### Musique
La musique du film est composée par Bertrand Belin et Shane Copin.

## Distinctions

### Récompenses
- Festival de Cannes 2024 : Prix Ecoprod[13]
- César 2025 : Meilleur acteur pour Karim Leklou
- BRIFF (Brussells International Film Festival) 2024 : Grand Prix
- Festival du film et de la musique de cinéma de la Baule 2024 : Prix du meilleur film
- Festival Cinéroman de Nice 2024 : Prix du jury
- Festival du cinéma européen de Lecce (Italie) 2024 : Prix du public et Prix de la critique
- Festival international du film de Gijon (Espagne) 2024 :  Prix du public
- César 2025 : César du meilleur acteur pour Karim Leklou.
- Prix SACD 2025 : Prix cinéma [14]

### Sélections
- Festival de Cannes 2024 : sélection officielle hors compétition, "Cannes première"
- Prix Louis-Delluc 2024 : short-list pour le prix Louis-Delluc
- Prix Lumières 2025 : nominations pour le meilleur film et le meilleur acteur pour Karim Leklou.